# Marco Luzzago
Marco Luzzago (ur. 23 czerwca 1950 w Brescii, zm. 7 czerwca 2022 w Macerata) – włoski lekarz, od 2011 Komandor Sprawiedliwości w Wielkim Przeoracie Rzymskim Zakonu Maltańskiego, a od 8 listopada 2020 do śmierci tymczasowy Namiestnik Zakonu Kawalerów Maltańskich.

## Rodzina i życie
Marco Luzzago był potomkiem szlacheckiej rodziny z Brescii, której przodków w linii męskiej można prześledzić wstecz do roku 1360. Był potomkiem w linii bocznej czcigodnego Alessandro Luzzago, był też spokrewniony z papieżem Pawłem VI.
Ukończył liceum naukowe w Instytucie Franciszkanów w Brescii, a następnie przez kilka lat studiował medycynę na uniwersytetach w Padwie i Parmie. Później został poproszony o zarządzanie rodzinnym majątkiem. Doprowadziło to do podjęcia działalności gospodarczej w sektorze konsumenckim i wielkopowierzchniowej dystrybucji detalicznej, w którą to dziedzinę był zaangażowany przez wiele lat.

## Zakon Maltański
Fra’ Marco wstąpił do Suwerennego Zakonu Maltańskiego w 1975 w Wielkim Przeoracie Lombardii i Wenecji, a w 2003 złożył uroczyste śluby zakonne. Zaczął brać udział w międzynarodowych pielgrzymkach Zakonu Maltańskiego do Lourdes oraz w pielgrzymkach krajowych do Asyżu i Loreto. Od 2010 poświęcił swoje życie całkowicie Zakonowi Maltańskiemu, przenosząc się na północ Włoch, aby zadbać o jedno z jego dzieł.
W 2011 został mianowany Komandorem Sprawiedliwości w Wielkim Przeoracie Rzymskim, gdzie pełnił funkcję Delegata Prowincji Północnych i kierownika biblioteki. Od 2017 był członkiem rady Włoskiego Związku Kawalerów Maltańskich.
8 listopada 2020 Pełna Rada Państwa wybrała Marco Luzzago Namiestnikiem Wielkiego Mistrza. Pozostał nim do śmierci.